# Droit sénégalais
Le droit sénégalais est le droit appliqué au Sénégal après son indépendance de la France le 4 avril 1960. À ce titre, il est marqué par l'influence du droit français.

## Histoire
Le Sénégal n'a aboli la peine de mort qu'en 2005, mais la dernière des deux seules exécutions, pour l'assassinat du député et ministre Demba Diop, remontait à 1967.

## Sources du droit

### Constitution
La Constitution est la loi suprême de l’État.

### Traités et accords internationaux
L'article 97 de la Constitution dispose que :

« Si le Conseil constitutionnel a déclaré qu'un engagement international comporte une clause contraire à la Constitution, l'autorisation de le ratifier ou de l'approuver ne peut intervenir qu'après la révision de la Constitution. »

— Article 97
Par ailleurs l'article 98 de la Constitution dispose que :

« Les traités ou accords régulièrement ratifiés ou approuvés ont, dès leur publication, une autorité supérieure à celle des lois, sous réserve, pour chaque accord ou traité, de son application par l'autre partie. »

— Article 98
Enfin, l’article 96, paragraphe 4, dispose que :

« La République du Sénégal peut conclure avec tout État africain des accords d'association ou de communauté comprenant abandon partiel ou total de souveraineté en vue de réaliser l'unité africaine. »

— Article 96(4)
Le Sénégal est membre de l'Organisation pour l'harmonisation en Afrique du droit des affaires, dont il a signé le Traité initial du 17 octobre 1993 ainsi que le Traité portant révision du Traité du 17 août 2008.

### Législation
L'article 67 dispose que la loi est votée par le Parlement, actuellement composé de l’Assemblée nationale.
La loi fixe les règles concernant : les droits civiques et les garanties fondamentales accordées aux citoyens pour l'exercice des libertés publiques, les sujétions imposées par la Défense nationale aux citoyens en leur personne et en leurs biens, le statut de l'opposition, la nationalité, l'état et la capacité des personnes, les régimes matrimoniaux, les successions et libéralités, la détermination des crimes et délits ainsi que les peines qui leur sont applicables, la procédure pénale, l'amnistie, la création de nouveaux ordres de juridictions et le statut des magistrats, l'assiette, le taux et les modalités de recouvrement des impositions de toutes natures, le régime d'émission de la monnaie, le régime électoral de l'Assemblée nationale et des assemblées locales, les garanties fondamentales accordées aux fonctionnaires civils et militaires de l’État, et les nationalisations d'entreprises et les transferts de propriété d'entreprises du secteur public au secteur privé.
Les lois et règlements en vigueur avant l'entrée en vigueur de la Constitution de 2001 sont restées en vigueur, dès lors qu'ils n'étaient pas contraire à celle-ci, jusqu'à leur modification ou leur abrogation.

## Organisation juridictionnelle

### Première instance

#### Tribunaux
La compétence territoriale de ce tribunal s'étend dans les limites administratives de la région où il est implanté. Dakar dispose d’un Tribunal régional hors-classe. Ils sont compétents en matière de :
- des infractions pénales des mineurs,
- en matière civile que commerciale, des matières qui ne sont pas de la compétence des tribunaux départementaux,
- et de l’ensemble du contentieux administratif et fiscal (à l’exception du recours pour excès de pouvoir et des recours en matière électorale).

#### Cour d'assise
Les Cours d'assise sont au nombre de cinq (Dakar, Saint-Louis, Ziguinchor, Kaolack et Thies). Elles sont compétentes pour juger des infractions qualifiées de crimes.

### Cours d'appel
Au nombre de trois, ce sont les juridictions du second degré qui connaissent en appel de toutes les décisions rendues en premier ressort par les tribunaux régionaux.

### Cour suprême
La Cour suprême est créée par l'article 88 de la Constitution. Elle est la plus haute instance du pouvoir judiciaire au Sénégal. Supprimée en 1992, elle a été rétablie par une loi organique du 8 août 2008 qui réunit la Cour de cassation et le Conseil d'État.

### Conseil constitutionnel
Le Conseil constitutionnel est créé par l'article 88 de la Constitution. 
L'article 92 dispose que :

« Le Conseil constitutionnel connaît de la constitutionnalité des lois, des règlements intérieurs des Assemblées et des engagements internationaux, des conflits de compétence entre l'exécutif et le législatif, ainsi que des exceptions d'inconstitutionnalité soulevées devant la Cour suprême. »

— Article 92 de la Constitution

### Cour des comptes
La Cour des comptes est créé par l'article 88 de la Constitution. Elle est l'institution supérieure de contrôle des finances publiques.

### Haute Cour de justice
La Haute Cour de justice est créée par l’article 99 de la Constitution.
L'article 100, paragraphe 1, dispose que le Président de la République n'est responsable des actes accomplis dans l'exercice de ses fonctions qu'en cas de haute trahison. L'article 100, paragraphe 2, dispose que le Premier ministre et les autres membres du Gouvernement sont pénalement responsables des actes accomplis dans l'exercice de leurs fonctions et qualifiés crimes ou délits au moment où ils ont été commis. Ils sont jugés par la Haute Cour de Justice.

## Sources

## Compléments

### Lectures approfondies
- (fr) Droit et population au Sénégal, Bureau du PNUD/FNUAP, 1981
- (fr) Le droit de la famille au Sénégal, G.-P. Maisonneuve et Larose, 1968
- (fr) Alioune Ba, L’évolution de la législation du travail au Sénégal : de la loi sur la journée de huit heures (1919) à l’adoption du code du travail d’outre-mer (1952), Dakar, Université Cheik Anta Diop, 1993, 130 p. (Mémoire de Maîtrise)
- (fr) Lucien Émile Basse, Droit naturel et évangélisation du Sénégal, 1820-1920, 1982 (Thèse)
- (fr) Monique Caverivière et Marc Debène, Droit foncier sénégalais, Berger Levrault, Paris, 1989
- (fr) Maty Diakhate-Faye, Le droit commun du licenciement au Sénégal, 1992 (Thèse pour le doctorat en droit)
- (fr) Ibrahima Diallo, Le droit des collectivités locales au Sénégal, Paris, L'Harmattan, 2007, 380 p.  (ISBN 978-2-296-03770-0)
- (fr) Jehan Duché De Bricourt, L’évolution de la question douanière au Sénégal et dans ses anciennes dépendances, Paris, Université de Paris, 1902, 114 p. (Thèse de Doctorat en Droit)
- (fr) Jacques Faye, Régime foncier traditionnel et réforme foncière au Sénégal. Expériences de remembrement et d’aménagement, propositions d’application de la loi sur le domaine national, Paris, Université de Paris X, 1982, 2 vol., 217 + 111 p. (Thèse de 3e cycle)
- (fr) Gerti Hesseling, Histoire politique du Sénégal : institutions, droit et société (traduction Catherine Miginiac), Karthala, 2000, 437 p.  (ISBN 2865371182)
- (fr) Ndèye Khady Kébé, L’évolution économique et l’évolution du droit du travail au Sénégal de 1945 au référendum de 1958, Université de Dakar, 1994, 96 p. (Mémoire de Maîtrise)
- (fr) Françoise Ki-Zerbo, Les sources du droit chez les Diola du Sénégal : logiques de transmission des richesses et des statuts chez les Diola du Boulouf (Casamance, Sénégal), Karthala, 1997, 217 pages  (ISBN 2865376516)
- (fr) Bernard Moleur, Le droit de propriété sur le sol sénégalais. Analyse historique du XVIIe siècle à l’indépendance, Dijon, Université de Dijon, 1978, 369 p. (Thèse d’État de Droit)
- (fr) Bara Ndiaye, La justice indigène au Sénégal de 1903 à 1924, Dakar, Université de Dakar, 1979, 157 p. (Mémoire de Maîtrise)
- (fr) Seck Ndiaye, Les tribunaux musulmans du Sénégal de 1857 à 1914, Dakar, Université de Dakar, 1984, 124 p. (Mémoire de Maîtrise)
- (fr) Jean-Claude Gautron, Droit public du Sénégal, A. Pedone, 1977 (2e édition)
- (fr) Jean-Pierre Tosi, Le Droit des obligations au Sénégal, Librairie générale de droit et de jurisprudence/Nouvelles éditions africaines, 1981